# 地方改良運動
地方改良運動（ちほうかいりょううんどう）とは、日露戦争後に荒廃した地方社会と市町村の改良・再建を目指す官製運動のこと。1909年7月に開催された地方改良事業講習会にちなんで「地方改良運動」と呼ばれた。第2次桂内閣の元で出された戊申詔書をきっかけに内務省を中心として本格的に遂行された。
日本は日露戦争によって列強の地位を手に入れたが、戦時財政の元で行われた増税などによって地方財政は破綻寸前に追い込まれ、地方の疲弊・荒廃ぶりは深刻となった。そこで1908年10月13日に出された戊申詔書のもとで地方とくに市町村財政の立て直しと財政基盤の整備、人員育成を進め、合わせて国民教化の推進を図った。　

## 事業の概要
本事業は日露戦争が終結した直後から開始されていた。1906年5月に開催された地方長官会議で内務省から「地方事務ニ関スル注意参考事項」として11項目が示された。その4項目は町村と神社との関係に関する事項、4項目は町村財政確立に関する事項、1項目は町村経済の強化に関する事項で、地方改良事業の重要項目であった。
この事業を官僚的政策遂行方式により強力に推進するため、第2次桂内閣は最初の手段として戊申詔書の渙発を行った。1909年6月、地方長官会議で平田東助内務大臣は、戊申詔書渙発にともない実施された納税組合・部落有財産統一などの政策が、町村財政の基盤強化に貢献している旨を報告した。第2次桂内閣は地方改良運動をさらに徹底するため、地方改良事業講習会の開催、同事業の貢献者に対する表彰事業を実施した。

## 地方改良事業講習会の開催状況
道府県官、郡官、市町村吏員を招集して、地方自治、地方財政、農事改良、普通教育、青年教育などの講義を行った。これを受けて道府県でも地方改良講習会が行われた。
- 第1回 開催年月 1909年7月
- 第2回 開催年月 1909年10月
- 第3回 開催年月 1910年6月
- 第4回 開催年月 1910年9月
- 第5回 開催年月 1911年6月

## 地方改良運動の施策

### 納税組合
危機的状況の町村財政を立て直すため、最初に全国的な納税組合の設置が進められた。これは増大する滞納対策で、納税義務を有する者全てに加入が求められた。

### 町村合併
町村の財政基盤強化のため第1次西園寺内閣の原敬内務大臣が推進したが、郡制廃止問題との関係で山県系官僚の強い反発のため第2次桂内閣では進められなかった。

### 町村基本財産の蓄積
町村財政を強化するため、税収以外の使用料、手数料などの財源を蓄積することが図られたが、実情は「歳計剰余金」「国税徴収法及府県税徴収法ニ依リ収入スル交付金」「戸籍法ニ依リ収入スル手数料」などであり、財政強化につながるものではなかった。